# Joonas Saartamo
Joonas Saartamo, född 6 maj 1980 i Helsingfors, är en finländsk skådespelare. Han är son till skådespelaren Eija Ahvo.
Saartamo har bland annat medverkat i filmerna Jätten och Okänd soldat samt i TV-serien Sekunder.

## Filmografi (i urval)
- 2016 – Jätten
- 2017 – Okänd soldat
- 2023 – Motståndaren
- 2024 – Sekunder (TV-serie)